# 辻仁成
辻仁成（日语：辻仁成，1959年10月4日—），日本作家、音乐家、电影导演。常年活动于法国巴黎。

## 生平
出生于日本东京都南多摩郡日野町（现日野市）。早年随父亲辗转于福冈、带广、函馆等地。毕业于北海道函館西高等學校。20世纪80年代中期后逐渐为人所知。他的作品曾于日本国内外多次获奖并深受好评。

## 家庭
其前妻為日本知名女藝人中山美穗，已於2014年結束婚姻。

## 作品

### 小說
- 《旅人之木》（旅人の木，麥田）
- 《海峽之光》（海峡の光，時報文化）
- 《白佛》（白仏，麥田）
- 《五女夏音》（五女夏音，麥田）
- 《冷靜與熱情之間》（冷静と情熱のあいだ，方智）
- 《嫉妒的香氣》（嫉妬の香り，時報文化）
- 《再見，總有一天》（サヨナライツカ，麥田）
- 《當下的戀人》（目下の恋人，時報文化）──短篇集
  - 收錄作品：〈溫柔的一瞥〉、〈當下的戀人〉、〈妳我之間〉、〈壞朋友〉、〈好青年〉、〈欺騙的微笑〉、〈放浪藍天下〉、〈裸體的國王〉、〈世界的盡頭〉、〈愛的報復〉
- 《幸福的結局》（幸福な結末，麥田）
- 《右岸：我們之間，一條愛的河流》（右岸，方智）
- 《錯誤》（まちがい，野人文化）

### 合著
- 《在愛與戀之間》（恋するために生まれた，平裝本）──與江國香織對談